# Джеймс Дътън
Джеймс Патрик Дътън (на английски: James Patrick Dutton) e американски тест пилот и астронавт на НАСА, участник в един космически полет.

## Образование
Джеймс Дътън завършва колежа Henry D. Sheldon High School в родния си град през 1987 г. През 1991 г. завършва Академията на USAF в Колорадо Спрингс, Колорадо с бакалавърска степен по аерокосмическо инженерство. През 1994 г. става магистър по аеронавтика и астронавтика в щатския университет на Вашингтон в Сиатъл.

## Военна кариера
Джеймс Дътън постъпва на активна военна служба в USAF през 1991 г. От 1995 г. е пилот на F-15 Игъл. До 1998 г. в състава на бойна ескадрила 493 взема участие в Операция Северен патрул. Извършва 100 разузнавателни и патрулни мисии над територията на Северен Ирак. През май 1998 г., Дътън е прехвърлен в 422-ра изпитателна ескадрила, базирана в авиобазата Нелис, Невада. Там участва в изпитателна програма на изтребителя F-15 Игъл. През декември 2000 г. завършва школа за тест пилоти в авиобазата Едуардс, Калифорния. До юни 2002 г. лети в състава на 416-а изпитателна ескадрила, която извършва тестове на изтребителя F-16. От август 2002 до юни 2004 г. е в състава на изпитателна ескадрила 411, базирана в авиобазата Едуардс, Калифорния. Осъществява 350 изпитателни полетни часа на свръхмодерния изтребител F-22 Раптор. В кариерата си Дътън има над 3300 полетни часа на 30 различни типа самолети.

## Служба в НАСА
Джеймс Дътън е избран за астронавт от НАСА на 6 май 2004 г., Астронавтска група №19. През февруари 2006 г. завършва общия курс на подготовка. Първото си назначение получава през 2008 г. като CAPCOM офицер на мисия STS-123. Взема участие в един космически полет. Напуска НАСА през юни 2012 г.

## Полет
Джеймс П. Дътън лети в космоса като член на екипажа на една мисия:
| Космически полет на Джеймс Патрик Дътън                          | Космически полет на Джеймс Патрик Дътън | Космически полет на Джеймс Патрик Дътън | Космически полет на Джеймс Патрик Дътън | Космически полет на Джеймс Патрик Дътън | Космически полет на Джеймс Патрик Дътън | Космически полет на Джеймс Патрик Дътън |
| №                                                                | Дата                                    | КК                                      | Емблема на мисията                      | Функции                                 | Продължителност                         |                                         |
| ---------------------------------------------------------------- | --------------------------------------- | --------------------------------------- | --------------------------------------- | --------------------------------------- | --------------------------------------- | --------------------------------------- |
| 1                                                                | 5 април 2010                            | „Дискавъри“, мисия STS-131              |                                         | Пилот                                   | 15 денонощия 02 часа 47 минути 11 сек.  |                                         |
| Сумарно време в космоса – 15 денонощия 02 часа 47 минути 11 сек. |                                         |                                         |                                         |                                         |                                         |                                         |

## Награди
- Медал за похвала;
- Въздушен медал;
- Медал за постижения във въздуха (10).

Джеймс Дътън е избран за тест пилот №1 на USAF през 2003 г.

## Личен живот
Джеймс Дътън е женен и има четири деца. След като напуска НАСА през 2012 г. се връща на служба в USAF.